# Ferrari 250LM

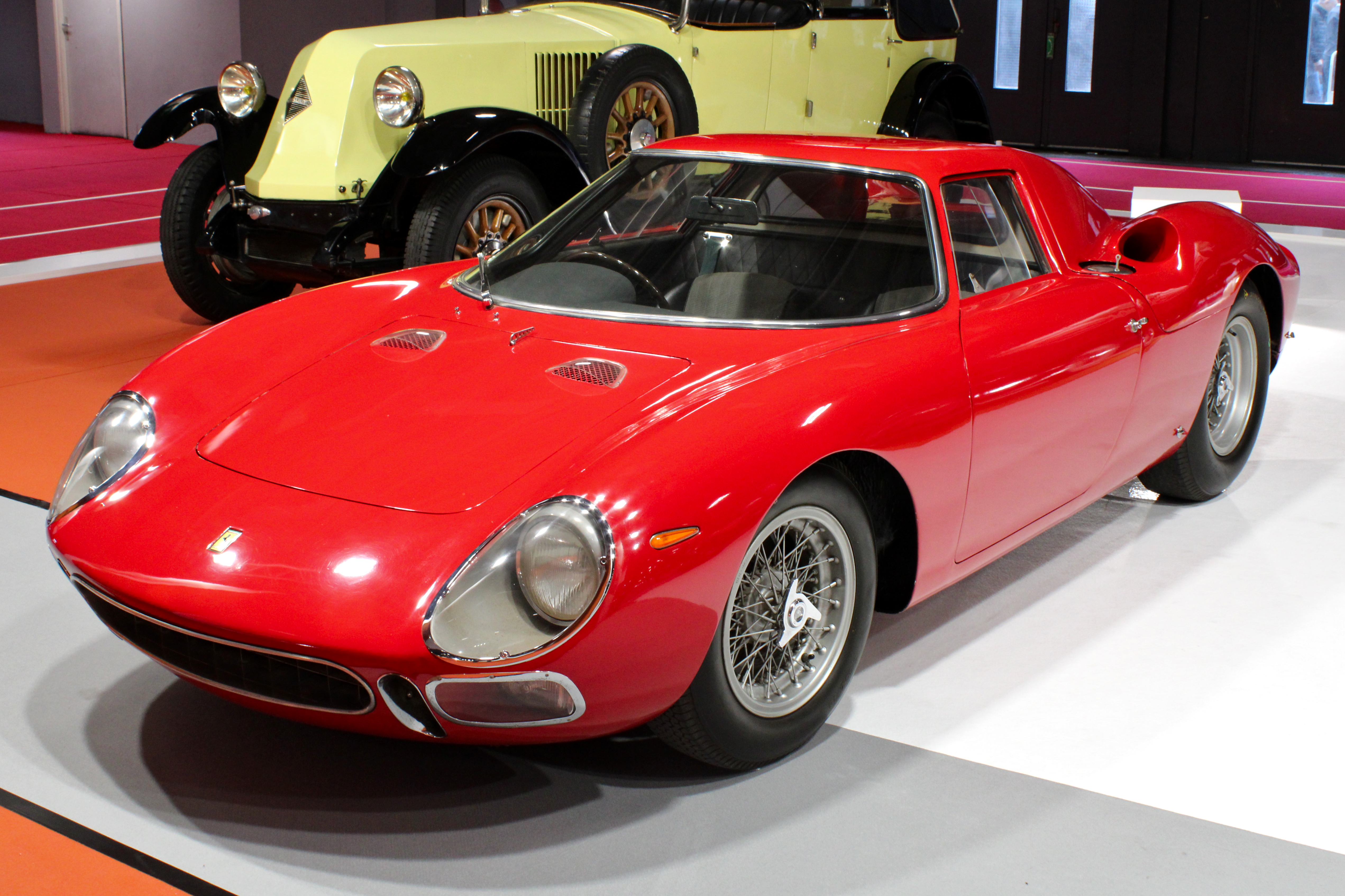
Straßenversion des Ferrari 250LM

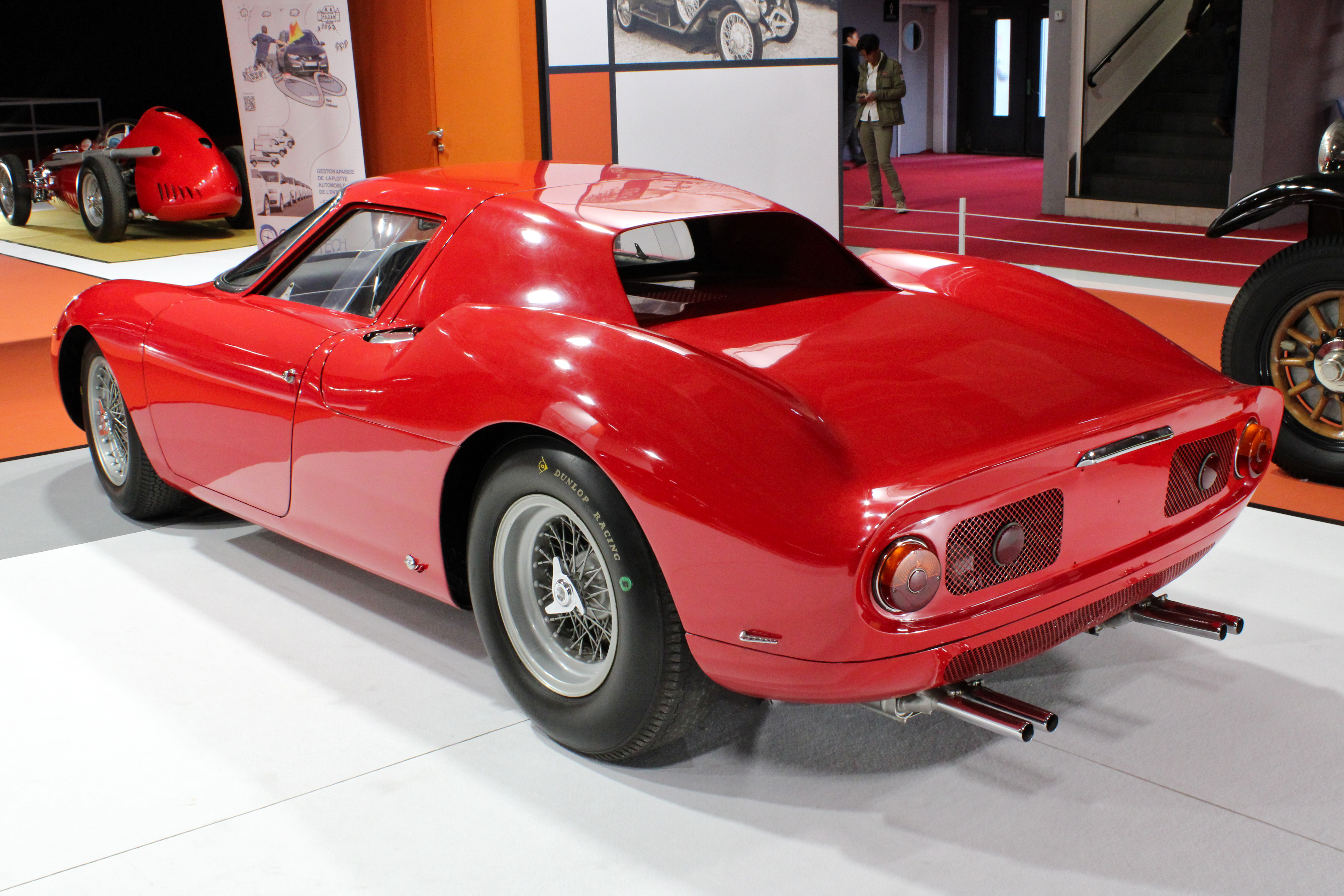
Heckansicht

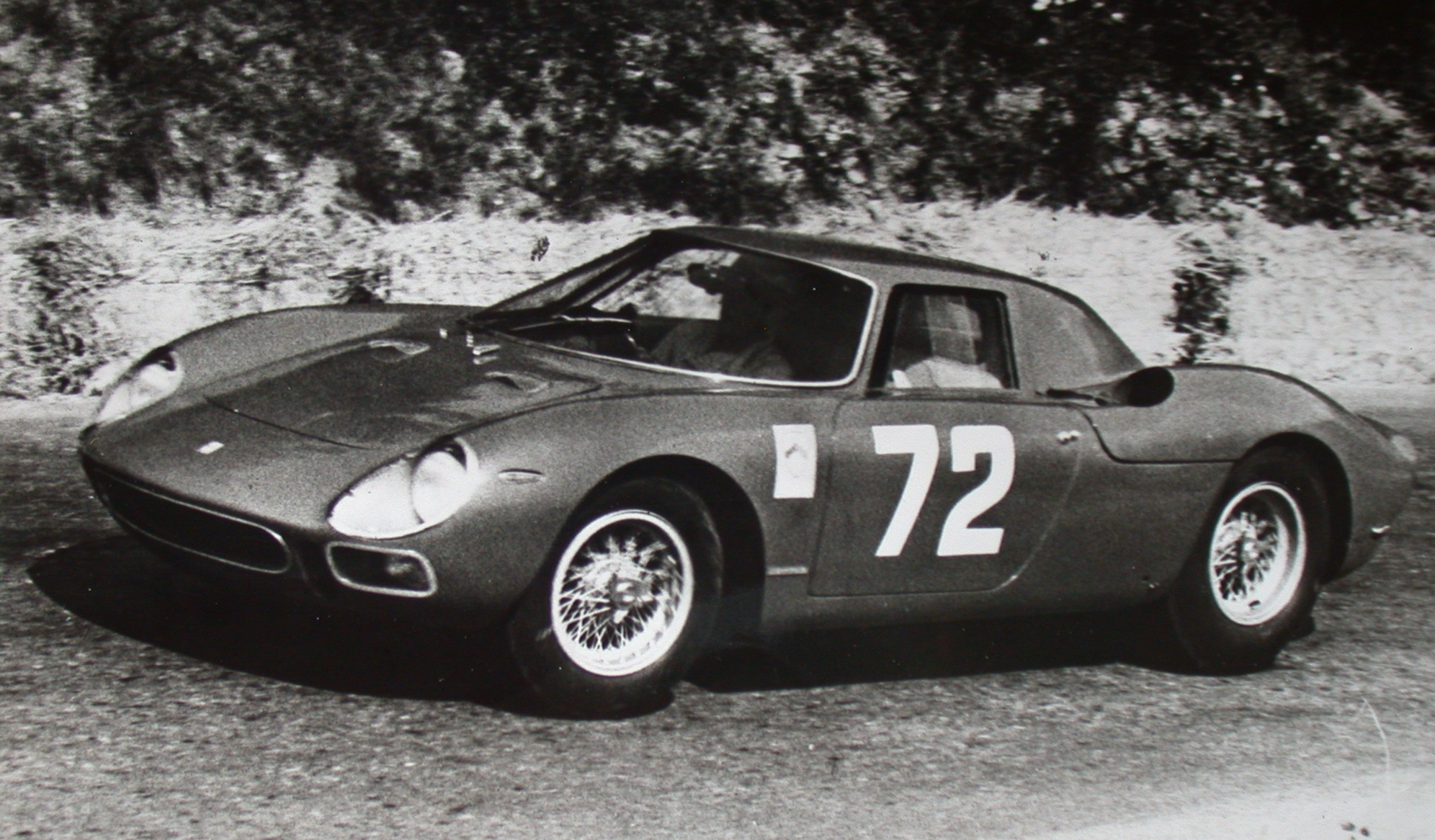
Ludovico Scarfiotti im Ferrari 250LM der Scuderia Filipinetti beim Bergrennen Sierra-Montagna 1964

Der Ferrari 250LM war ein Sportwagen von Ferrari, der 1964 und 1965 in der Sportwagenweltmeisterschaft zum Einsatz kam.

## Entwicklungsgeschichte
1964 wurde es notwendig, die Ferrari 250 GTO entweder zu modifizieren oder ein neues Rennfahrzeug für die Gran-Turismo-Klasse zu bauen. Bei Ferrari entschloss man sich, auf der Basis des Ferrari 250P einen neuen Wagen zu bauen. Der 250LM galt als der Bruderwagen des 250P; für viele Fachleute war er schlicht ein 250P mit einem Dach.
Die Straßenversion war nur theoretisch verkehrstauglich, allerdings handelte es sich um den ersten Straßen-Ferrari mit Mittelmotor. Die Karosserie entwarf Pininfarina. Das Dach endete direkt hinter den Sitzen und der Innenraum wurde von einer senkrecht stehenden Heckscheibe nach hinten abgegrenzt. 32 Einheiten stellte Ferrari her. Ab 1965 wurde die Tür so in das Dach integriert, dass große Ausschnitte entstanden, wenn die Türen geöffnet wurden. Dies ermöglichte es auch großen Fahrern, ins Auto einzusteigen.
Enzo Ferraris Versuch den 250LM als GT-Rennwagen homologieren zu lassen scheiterte, da Ende 1965 die notwendige Marke von 100 gebauten Wagen nicht erreicht wurde. Ferrari blieb daher nicht anderes übrig, als den 250LM gegen die Prototypen antreten zu lassen.
Der erste Prototyp wurde von einem 3-Liter-V12-Motor angetrieben. Alle ausgelieferten Fahrzeuge hatten jedoch das 3,3-Liter-Aggregat aus dem Ferrari 275 GTB. Nach der Typologie von Ferrari hätte der 250LM eigentlich als 275LM bezeichnet werden müssen, Ferrari verzichtete aber darauf und ließ diese Ungenauigkeit zu.
Die Scuderia setzte den 250LM nie als Werkswagen in der Sportwagenweltmeisterschaft ein, sondern gab ihn ausschließlich an die privaten Teams ab. Sein Renndebüt gab der 250LM in den Farben des North American Racing Team von Luigi Chinetti bei den 12 Stunden von Sebring 1964. Der Wagen fing Feuer und wurde völlig zerstört. Bei den 12 Stunden von Reims gab es den ersten Sieg für den 250LM, am Steuer Joakim Bonnier und Graham Hill. Der größte Erfolg für dieses Fahrzeug war der Gesamtsieg bei den 24 Stunden von Le Mans 1965.

## Erfolge bei Sportwagenrennen
| Jahr | Rennen                                 | Team                       | Fahrer 1            | Fahrer 2         |
| ---- | -------------------------------------- | -------------------------- | ------------------- | ---------------- |
| 1964 | 12-Stunden-Rennen von Reims            | Maranello Concessionaires  | Joakim Bonnier      | Graham Hill      |
| 1964 | Großer Preis von Zolder                | Ecurie Francorchamps       | Lucien Bianchi      |                  |
| 1964 | Scott-Brown-Memorial Snetterton        | Maranello Concessionaires  | Roy Salvadori       |                  |
| 1964 | Bergrennen Sierra-Montagna             | Scuderia Filipinetti       | Ludovico Scarfiotti |                  |
| 1964 | Coppa Inter-Europa                     | Scuderia Filipinetti       | Nino Vaccarella     |                  |
| 1964 | 500-Meilen-Rennen von Road America     | John Melcom                | Walt Hansgen        | Augie Pabst      |
| 1964 | 9-Stunden-Rennen von Kyalami           | David Piper Racing         | David Piper         | Anthony Maggs    |
| 1964 | Großer Preis von Angola                | Equipe Nationale Belge     | Willy Mairesse      |                  |
| 1965 | Coupe des Belge                        | Ecurie Francorchamps       | Willy Mairesse      |                  |
| 1965 | 500-km-Rennen von Spa-Francorchamps    | Ecurie Francorchamps       | Willy Mairesse      |                  |
| 1965 | 500-km-Rennen von Mugello              | Montegrappa                | Mario Casoni        | Antonio Nicodemi |
| 1965 | 24-Stunden-Rennen von Le Mans          | North American Racing Team | Jochen Rindt        | Masten Gregory   |
| 1965 | Coppa Cittá di Enna                    |                            | Mario Casoni        |                  |
| 1965 | 200-km-Rennen von Zeltweg              | Gotfrid Köchert            | Jochen Rindt        |                  |
| 1966 | Wills Trophy Silverstone               |                            | David Piper         |                  |
| 1966 | National Zolder                        |                            | Jean Blaton         |                  |
| 1966 | Circuito de Cascais                    | Montegrappa                | António Peixinho    |                  |
| 1966 | Anerly Trophy Crystal Palace           | David Piper                | David Piper         |                  |
| 1966 | 12-Stunden-Rennen von Surfers Paradise | Scuderia Veloce            | Andy Buchanan       | Jackie Stewart   |
| 1966 | Vilo de Conde                          |                            | António Peixinho    |                  |
| 1966 | Eagle Trophy Brands Hatch              | David Piper                | David Piper         |                  |
| 1966 | Cold Cup Oulton Park                   | David Piper                | David Piper         |                  |
| 1966 | 1000-km-Rennen von Paris               | David Piper                | David Piper         | Mike Parkes      |
| 1966 | Pukehoe                                |                            | Andy Buchanan       |                  |
| 1967 | Großer Preis von Zolder                |                            | Jean Blaton         |                  |
| 1967 | Wills Trophy Silverstone               | David Piper                | David Piper         |                  |
| 1967 | Wills Trophy                           | Maranello Concessionaires  | Richard Attwood     |                  |
| 1967 | Evening News Brands Hatch              | David Piper                | David Piper         |                  |
| 1967 | 12-Stunden-Rennen von Surfers Paradise | Scuderia Veloce            | Bill Brown          | Greg Cusack      |
| 1968 | 6-Stunden-Rennen von Surfers Paradise  | Scuderia Veloce            | Leo Geoghegan       | Ian Geoghegan    |

## Technische Daten

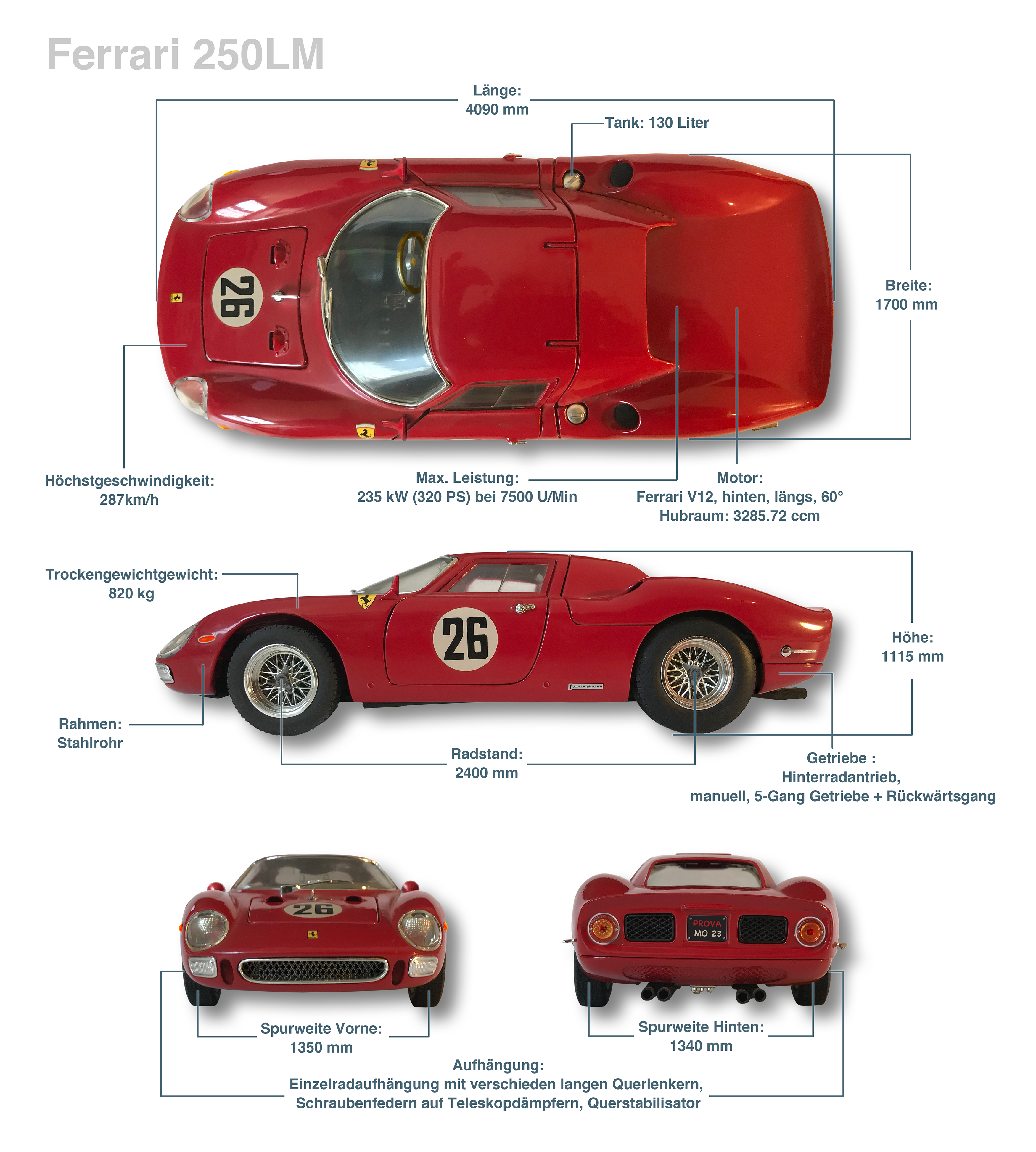
Technische Basis-Informationen zum Ferrari 250LM

| Kenngrößen                | Ferrari 250LM                                                                                      |
| Motor                     | Viertakt-12-Zylinder-Mittelmotor (längs eingebaut)                                                 |
| Kühlung                   | Wasser                                                                                             |
| Hubraum                   | 3285 cm³, Prototyp 2953 cm³,                                                                       |
| Bohrung × Hub             | 77 × 58,8 mm, Prototyp (73 × 58,8)                                                                 |
| Verdichtung               | 9,7 : 1                                                                                            |
| Ventilsteuerung           | 1 obenliegende Nockenwelle pro Zylinderreihe, 2 Ventile pro Zylinder                               |
| Vergaser                  | 6 Weber-Doppelvergaser 38DCN                                                                       |
| Leistung                  | 320 PS (235 kW) bei 7500/min, Prototyp 300 PS (221 kW) bei 7500/min                                |
| Maximales Drehmoment      | 314 Nm bei 5500/min                                                                                |
| Kraftübertragung          | 5-Gang-Getriebe (nicht synchronisiert), mit Rückwärtsgang und Sperrdifferential; Kulissenschaltung |
| Rahmen und Karosserie     | Rahmen aus ovalen Stahlrohren, Karosserie aus Aluminium                                            |
| Lenkung                   | |
| Radaufhängung vorn        | Einzeln an doppelten Dreieckslenkern, Schraubenfedern und hydraulischen Teleskopstoßdämpfern       |
| Radaufhängung hinten:     | wie Vorderradaufhängung                                                                            |
| Bremsen                   | Dunlop Scheibenbremsen                                                                             |
| Spurweite vorn/hinten     | 1350/1340 mm                                                                                       |
| Radstand                  | 2400 mm                                                                                            |
| Reifengröße vorn/hinten   | |
| Länge × Breite × Höhe     | 4090 mm × 1700 mm × 1115 mm                                                                        |
| Leergewicht (ohne Fahrer) | 1000 kg                                                                                            |
| Höchstgeschwindigkeit     | bis zu 290 km/h                                                                                    |